# جیمز کریستی
 جیمز کریستی (انگلیسی: James W. Christy؛ زادهٔ ۱۹۳۸) یک ستاره‌شناس اهل ایالات متحده آمریکا است.وی در سال ۱۹۷۸ قمر پلوتون را کشف کرد و نام آن را شارون گذاشت.